# Polisportiva Camaiore Calcio
L'A.S.D. Polisportiva Camaiore Calcio è una squadra di calcio italiana con sede a Camaiore (Lucca). Milita in Serie D, la quarta serie del campionato italiano di calcio.

## Storia
La società è nata nel 1957 e da allora partecipa alla Promozione Toscana.
Alla metà degli anni sessanta la società milita in Prima Categoria. La sua prima partecipazione alla massima serie dilettantistica è la Serie D 1968-1969, retrocedendo. Il club risale in Serie D già la stagione successiva e stavolta gioca in categoria per cinque stagioni consecutive tra il 1970 ed il 1975.
Dopo aver giocato per oltre un decennio in Eccellenza Toscana, nel 1990 il Camaiore fa ritorno nel Campionato Interregionale dove milita per undici stagioni consecutive, fino alla retrocessione del 2001.
Nell'Eccellenza Toscana 2009-2010 vincono la fase regionale dei play-off maturando così il diritto di essere ripescati in Serie D, categoria nella quale militano nella stagione 2010-2011. Al termine della stagione i blu-amaranto giungono al 6º posto, ad un punto dalla zona play-off.
Nella Serie D 2011-2012 Il Camaiore finisce la stagione al 14º posto a 44 punti, invece nella stagione 2012-2013 i versiliesi terminano la stagione al 12º posto a 39 punti, ottenendo la salvezza all'ultima giornata di campionato vincendo contro il Forcoli per 3-0.
Nella stagione successiva i bluamaranto arrivano quattordicesimi con 29 punti e devono svolgere i play-out con l'Atletico Montichiari.
I bluamaranto perdono la gara contro i lombardi 3-1 in casa e quindi retrocedono in Eccellenza. 
Nella stagione 2014-2015 la società bluamaranto riparte dall'Eccellenza Toscana, insieme al Viareggio e alle tre Versiliesi Pietrasanta, Real Forte dei Marmi-Querceta e ASD Seravezza. Invece in Coppa Toscana c'è il derby Camaiore-Pietrasanta., che il Camaiore vince sia all'andata che al ritorno (3-2 a Camaiore e 4-0 a Pietrasanta).
 Nonostante ciò, il Camaiore esce ai supplementari contro il Ghivizzano Borgo a Mozzano (2-1) agli ottavi.
A fine stagione, il Camaiore arriva quarto a 55 punti e si qualifica ai play-off, dove elimina al primo turno il Real Forte dei Marmi-Querceta (1-0), ma al secondo turno i Camaioresi perdono 2-0 contro il Ghivizzano-Borgo a Mozzano.
Nella stagione 2015-2016 il Camaiore viene inserito nel girone A di Eccellenza Toscana, insieme alle tre squadre versiliesi, il Real Forte dei Marmi-Querceta, il Pietrasanta e ASD Seravezza. Il Camaiore si è qualificato per i play-off di Eccellenza e dopo aver eliminato la Cuoiopelli (2-2, passaggio in virtù del miglior piazzamento in campionato) e il Pietrasanta (battuto 3-1), i blu-amaranto sono giunti ai play-off nazionali dove hanno trovato i sardi del San Teodoro. Dopo un 1-0 casalingo firmato Federico Tosi in Sardegna il Camaiore ha rimediato un pesante 4-0 e viene così eliminato. L'anno seguente il Camaiore retrocede in Promozione chiudendo il campionato di Eccellenza all'ultimo posto. Nella stagione 2017-18, la squadra allenata da Mirko Pieri si piazza al secondo posto in graduatoria ed è costretta a giocare i play-off. Spareggi in cui spiccano le vittorie con Pietrasanta e Pratovecchio Stia e che valgono ai blu-amaranto il ritorno in Eccellenza.

## Società
Organigramma societario
- Michele Pardini - Presidente
- Michele Pardini - Direttore Sportivo
- Luca Arduini - Segretario
- Alviano Checchi - Segretario
- Carlo del Fiorentino - Preparatore Atletico
- Massimo Bonuccelli - Team Manager (Resp. Settore giovanile)
- Dr. Luca Terzi - Medico sociale
- Stefano Volpi - Allenatore portieri
- Iacopo Pellegrini - Allenatore in seconda
- Nicola Pardini - Match analyst
- Luca Arduini - Dirigente accompagnatore
- Marchino Rombi - Chef
- Nicola Raffaetà- Video Maker

## Allenatori
- 1962-1963 Gianfranco Dell'Innocenti
- 1970-1971 Walter Pontel
- 1971-1972: Renato Benaglia
- 1972-1974: Arnaldo Romboni
- 1974-1975: Gianfranco Dell'Innocenti
- 2007-2012: Stefano Ciucci
- 2012-2013: Stefano Ciucci
Simone Giuli
- 2013-2014: Cristiano Ciardelli
- 2014-2015: Cristiano Ciardelli
Alessandro Pierini
- 2015-2016: Giuseppe Della Bona
- 2016-2017: Matteo Gassani
Paolo Moschetti
- 2017-2018: Mirko Pieri
- 2018-2019: Mirko Pieri
- 2019-2020: Raffaele Moriani
- 2020-2021: Riccardo Bracaloni
- 2021-2022: Riccardo Bracaloni
- 2022-2023: Luca Polzella
- 2023-: Pietro Cristiani

## Stadio

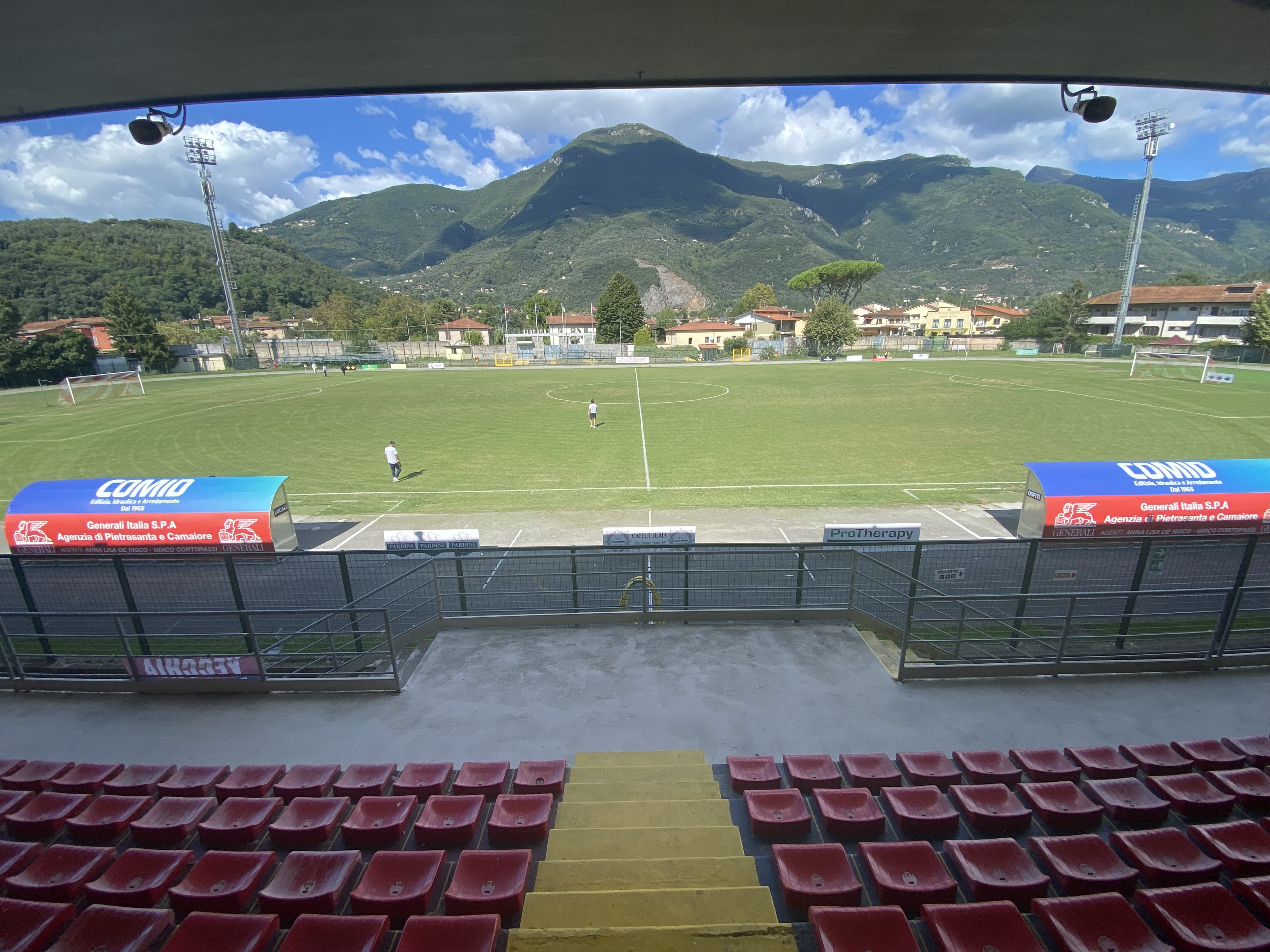
Stadio Camaiore Calcio

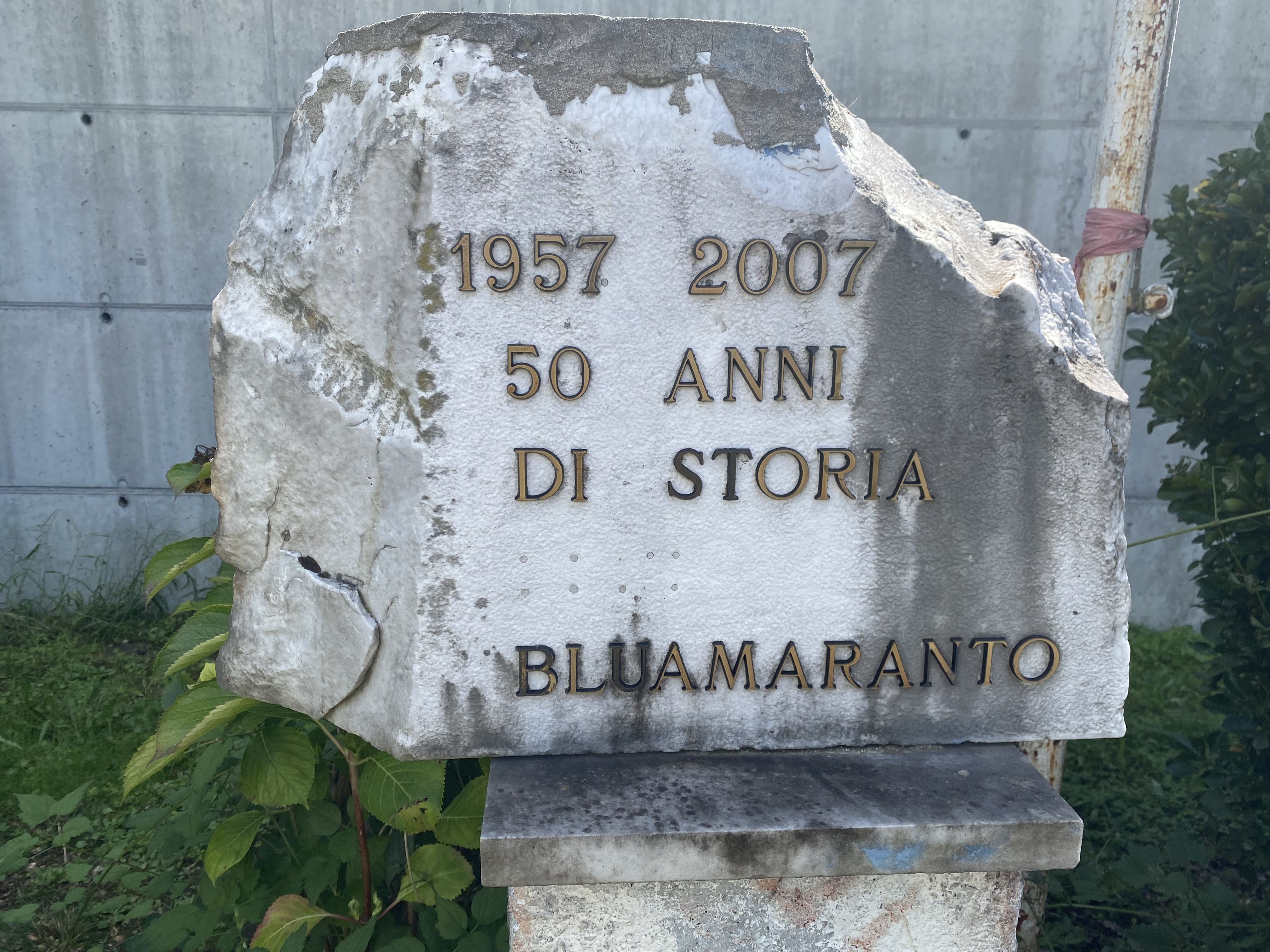
Targa presente all’interno dello stadio

Lo Stadio Comunale del Camaiore ha una capienza di 3000 posti.

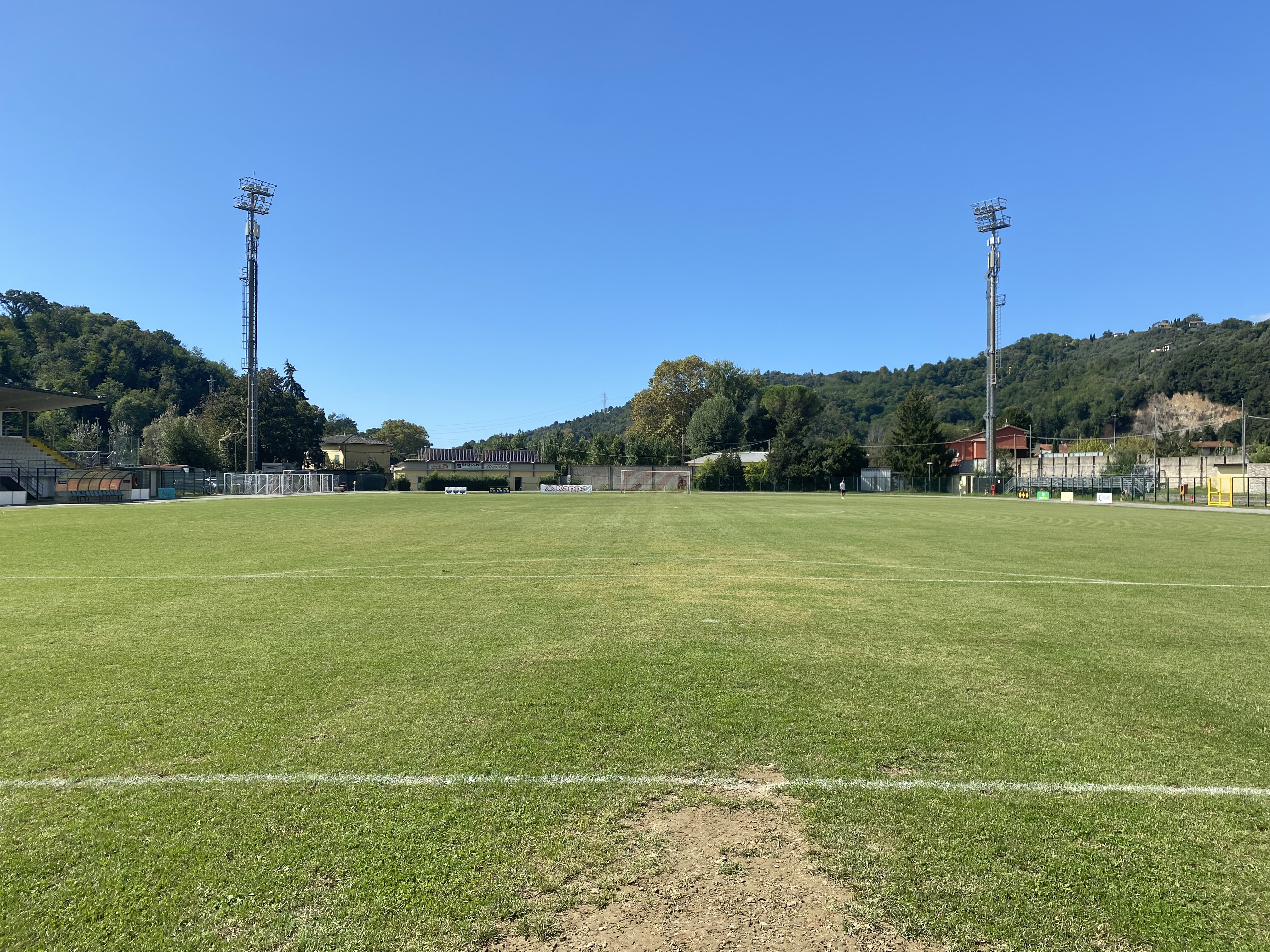
Foto del campo da gioco

## Palmarès

### Competizioni regionali
- Eccellenza: 1

2024-2025 (girone A)
- Promozione: 1

1989-1990 (girone A)
- Prima Categoria: 2

1960-1961 (girone A), 1967-1968 (girone A)